# Estação Ferroviária de Termas de São Pedro do Sul
A Estação Ferroviária de Termas de São Pedro do Sul foi uma interface da Linha do Vouga, que servia a localidade e a estância termal de São Pedro do Sul, no Distrito de Viseu, em Portugal.

## Descrição
A superfície dos carris (plano de rolamento) da estação ferroviária de Termas de São Pedro do Sul ao PK 110+000 situava-se à altitude de 20 570 cm acima do nível médio das águas do mar. O edifício de passageiros situava-se do lado nordeste da via (lado esquerdo do sentido ascendente, para Viseu).

## História

### Planeamento e inauguração
Esta estação fazia parte do lanço entre Bodiosa e Vouzela, que abriu à exploração em 5 de Fevereiro de 1914, pela Compagnie Française pour la Construction et Exploitation des Chemins de Fer à l'Étranger.
Em 10 de Agosto de 1926, a Companhia Nacional de Caminhos de Ferro, em combinação com a Companhia do Vouga, organizou comboios rápidos de luxo de Santa Comba Dão, onde ligavam com os rápidos da Beira Alta, até às Termas de São Pedro do Sul, passando por Tondela, Viseu e São Pedro do Sul.

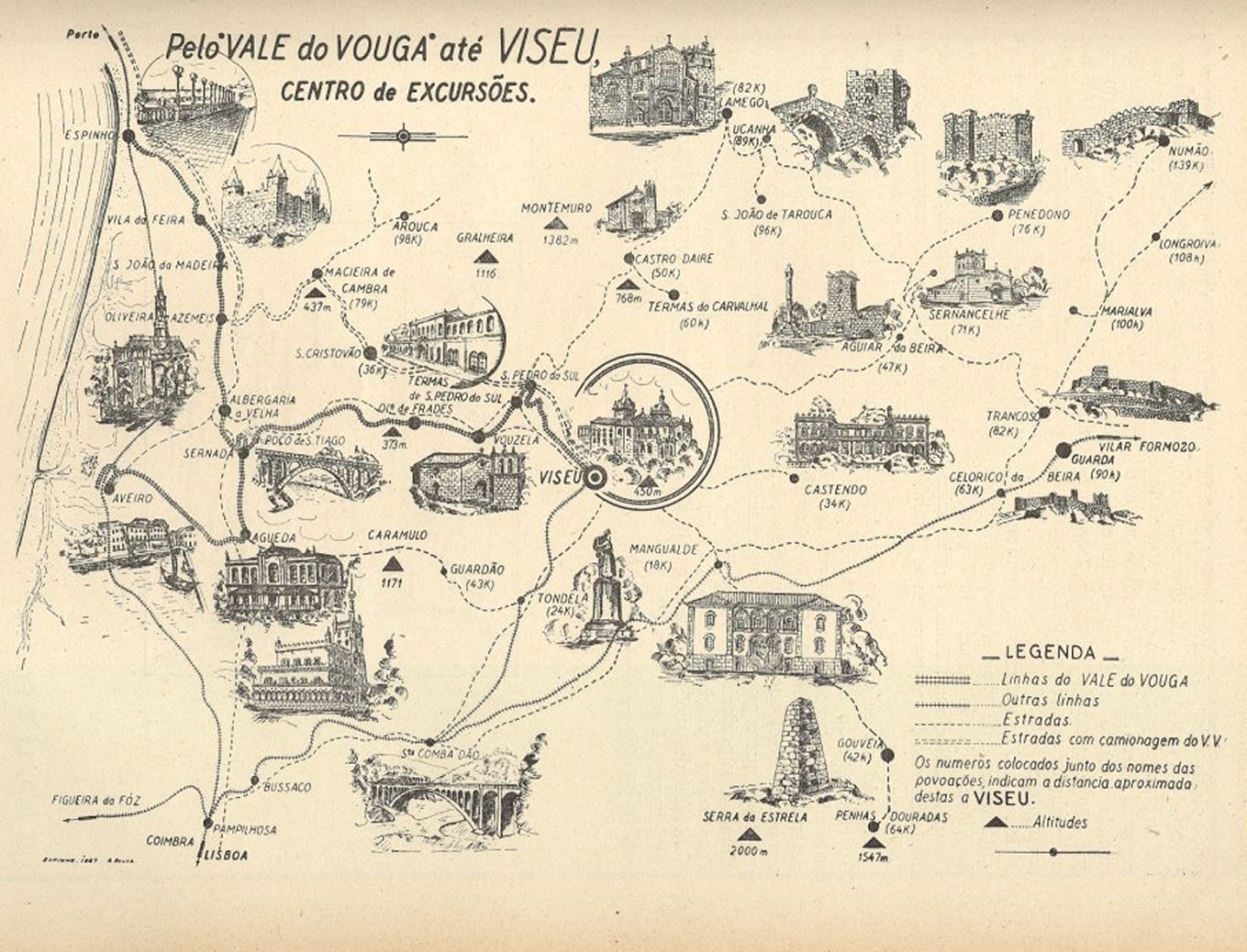
Mapa da Rede do Vouga em 1944, incluindo a estação de Termas de São Pedro do Sul.

### Transição para a CP
Em 1 de Janeiro de 1947, a exploração da Linha do Vouga passou para a Companhia dos Caminhos de Ferro Portugueses.
A estação situava-se num ponto elevado, de difícil acesso para automóveis e peões, pelo que o jornalista e escritor José da Guerra Maio defendeu, na década de 1950, uma alteração no traçado da Linha do Vouga, de forma a servir de forma melhor a estância termal, que naquela altura era uma das principais no país. Propunha que, com uma larga curva e contra-curva, o local da estação podia ser mudado para o topo da Avenida ao longo do Rio Vouga, junto ao Palace Hotel.
Este interface teve estatuto de estação até 1984, tendo sido despromovido à categoria de apeadeiro no ano seguinte.

### Encerramento
Em 2 de Janeiro de 1990, a empresa Caminhos de Ferro Portugueses encerrou o lanço entre Sernada do Vouga e Viseu.

## Leitura recomendada
- SILVA, José; RIBEIRO, Manuel (2007). Os Comboios em Portugal. Volume III 1.ª ed. Lisboa: Terramar - Editores, Distribuidores e Livreiros, Lda. 203 páginas. ISBN 978-972-710-408-6